# 浜名ワークス
株式会社浜名ワークス（はまなワークス、英語: HAMANA WORKS CO.,LTD）は、静岡県浜松市浜名区に本社を置く、特装車の製作メーカーである。
カーゴ車、ウィング車、トレーラーなどの製造・販売を行っている。また、キャリアセミトレーラでは業界トップである。

## 沿革
- 1942年5月 - 浜名郡笠井町（現・浜松市中央区笠井町）にて、浜名木工所として木工製品の製造開始
- 1948年7月 - 自動車車体の製造開始（4tトラック・キャブ・デッキ）
- 1948年12月 - 組織変更により浜名自動車工業株式会社設立
- 1954年9月 - 本社・工場を浜松市笠井町に新設移転
- 1957年4月 - 大型トラック荷台の生産開始
- 1960年9月 - 特殊車輌運搬車の生産開始
- 1961年2月 - ダンプボディの生産開始
- 1962年9月 - ポールトレーラー・セミトレーラの生産開始
- 1971年7月 - 名古屋市瑞穂区に名古屋営業所設立
- 1974年 - 全日本トレーラ工業株式会社設立
- 1983年1月 - ハミック（ウィングトップ・バン）発売
- 1985年6月 - 名古屋市緑区大高町に名古屋工場完成、同敷地内に名古屋営業所を支店として移転
- 1986年 - 小平産業株式会社とハミックとフォルダーバン・スワップエースの相互販売契約締結
- 1991年4月 - フィリピンに現地法人Hamana Auto-Body Works (PHILS.)､Inc.設立
- 1991年5月 - 名古屋工場に塗装工場増設
- 1995年11月 - 本社・工場を浜北市上島（現・浜名区上島）に新設移転
- 1997年3月 - アメリカにHamana Truck＆Trailer Engineering USA Inc.設立
- 1997年10月 - 社名を株式会社浜名ワークスに変更
- 1998年8月 - 大型路線バスの改修業務開始
- 2001年04月 - 車輌積載トレーラの車名をアンチコからハマナに変更
- 2001年12月 - ソフトハミック（シート・ウイング）発売
- 2002年5月 - 全日本トレーラ工業株式会社を解散
- 2002年8月 - 環境ISO14001認証取得 登録番号JMAQA-E328 株式会社 浜名ワークス 本社・工場
- 2004年9月 - 第1回無担保社債を発行
- 2005年8月 - 環境ISO14001:2004認証取得 登録番号JMAQA-E328 株式会社 浜名ワークス 本社・工場
- 2005年11月 - 第2回無担保社債を発行
- 2006年11月 - 環境基準適合ラベル交付（車両運搬車・車両運搬トレーラ）
- 2006年12月 - 環境基準適合ラベル交付（バン・トラック）